# Bitburg-Kontroverse

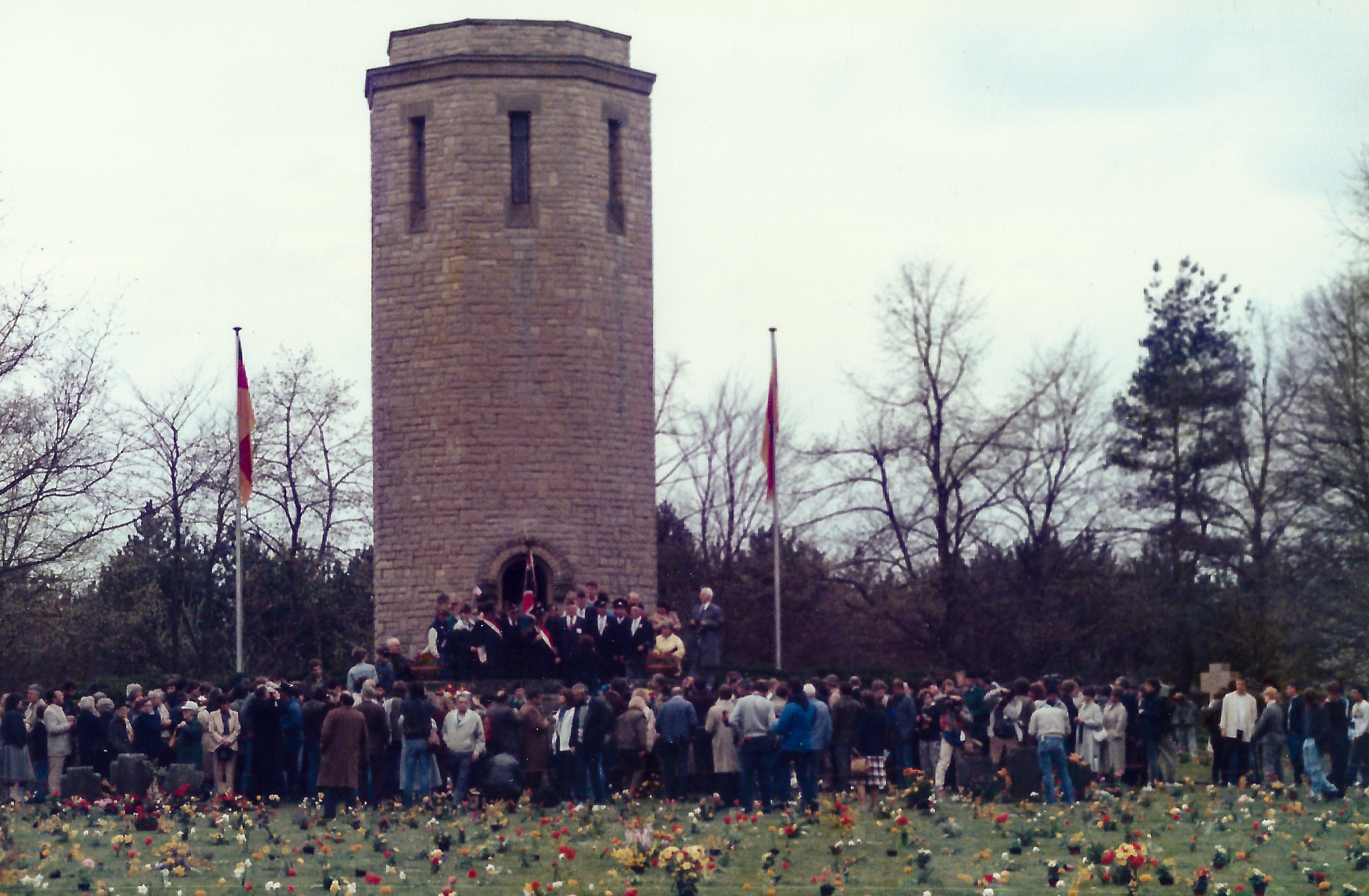
Ansicht der Gedenkstätte nach der Kranzniederlegung

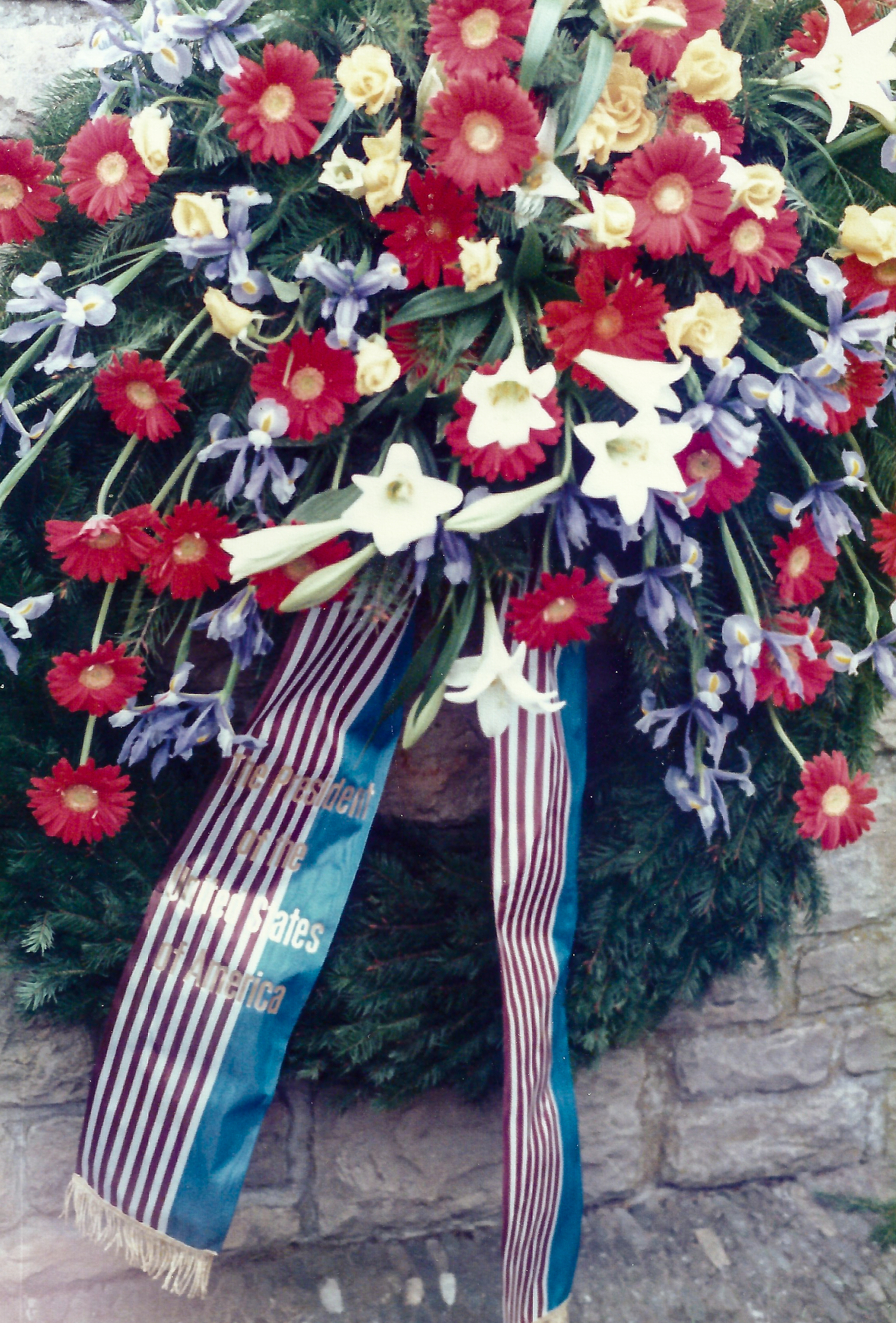
An der Gedenkstätte niedergelegter Kranz des Präsidenten

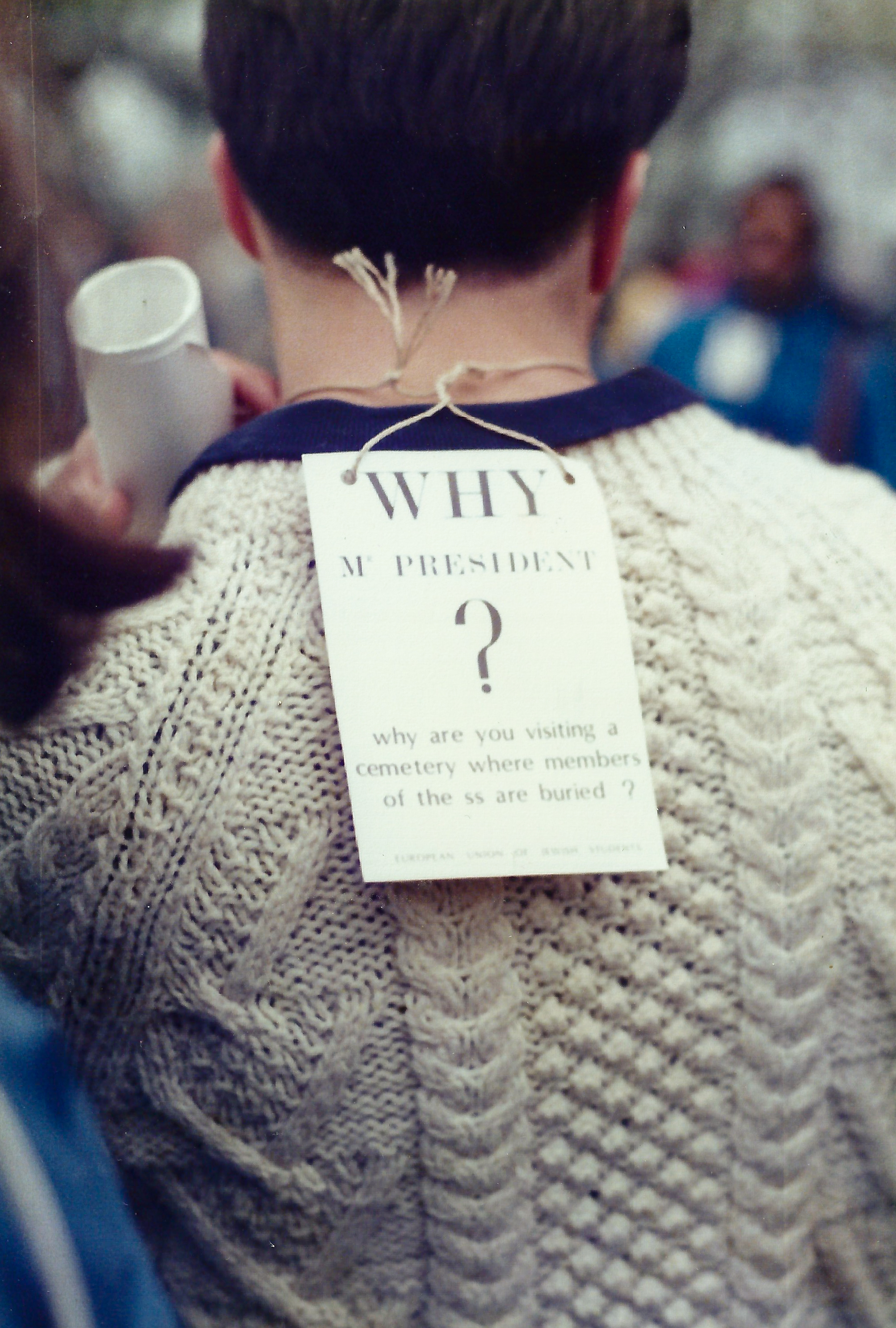
Demonstrant am Anfahrtsweg zur Gedenkstätte

Als Bitburg-Kontroverse wurde in den Medien die Diskussion benannt, die sich nach den Kranzniederlegungen am 5. Mai 1985 an der Kriegsgräberstätte Bitburg-Kolmeshöhe in Bitburg sowie der Gedenkstätte des KZ Bergen-Belsen bei Celle durch US-Präsident Ronald Reagan gemeinsam mit Bundeskanzler Helmut Kohl entspann. Der Besuch und die Kranzniederlegung am Soldatenfriedhof in Bitburg führten zu der Kontroverse, da dort neben Soldaten der deutschen Wehrmacht auch Angehörige der Waffen-SS beerdigt sind.

## Die Toten
Von den namentlich genannten Toten auf dem Soldatenfriedhof in Bitburg können 43 Soldaten eindeutig der Waffen-SS zugeordnet werden, darunter ein Offizier (ein 23-jähriger Untersturmführer) und neun Unteroffiziere. Bei den übrigen 33 Waffen-SS-Männern handelt es sich überwiegend um Wehrpflichtige im Alter von 17 bis 19 Jahren.

## Ziele des Besuchs
Anlass für den Besuch war der 40. Jahrestag der bedingungslosen Kapitulation der Wehrmacht am 8. Mai 1945. Der Besuch war von der deutschen Bundesregierung als Versöhnungsgeste zwischen den damaligen Kriegsgegnern beabsichtigt.
So befanden sich in der Begleitung der beiden Regierungschefs auch zwei ehemalige Weltkriegsoffiziere, die nach dem Krieg hohe Funktionen als Vier-Sterne-Generäle in der US-Army bzw. neu aufgestellten deutschen Bundeswehr ausgeübt hatten und sich über den Gräbern die Hände reichten: Matthew Ridgway, der nach dem Krieg unter anderem von 1953 bis zu seiner Pensionierung 1955 als Chief of Staff of the Army gedient hatte, und Johannes Steinhoff, der nach dem Krieg unter anderem in der neu aufgestellten Bundeswehr als Inspekteur der Luftwaffe diente und von 1970 bis zu seiner Versetzung in den Ruhestand 1974 das Amt des Vorsitzenden im NATO-Militärausschuss bekleidete.
Von Kritikern des Besuchs wurde „Bitburg“ als Teil der Geschichtspolitik der Regierung Kohl beschrieben, die Deutschland zu einer neuen Normalität auf Augenhöhe mit den ehemaligen Feinden des Zweiten Weltkrieges führen solle. Die Kriegsführung des nationalsozialistischen Deutschlands solle durch ein gemeinsames Gedenken an deutsche und amerikanische Soldaten als Teil einer gemeinsamen Geschichte erscheinen, allerdings sind in Bitburg keine gefallenen US-Soldaten bestattet.

## Kritik
Der Besuch stieß sowohl im In- als auch im Ausland auf Kritik.

### Kritik aus den USA
Das US-Nachrichtenmagazin Time zitierte Regierungssprecher Peter Boenisch mit den Worten „Es ist unmöglich, eine Entnazifizierung der Friedhöfe durchzuführen“ und schloss daraus unter der Artikelüberschrift „The Bitburg Fiasco“ auf die Unmöglichkeit für einen US-Präsidenten, deutsche Kriegsgräber zu besuchen. Auch warnte Time vor der Gefahr, der sowjetischen Propaganda in die Hände zu spielen.
Das Repräsentantenhaus der Vereinigten Staaten hatte bereits am 1. Mai 1985 mit einer Mehrheit von 390 zu 26 Stimmen entschieden, Ronald Reagan zum Verzicht auf den Besuch in Bitburg aufzufordern; allerdings war dieser Beschluss nach US-Verfassungsrecht nicht bindend.
Die US-amerikanische Punkband Ramones kritisierte Ronald Reagan für den Besuch in Bitburg mit dem Lied Bonzo Goes to Bitburg. Bonzo ist der Name eines Schimpansen im US-Spielfilm Bedtime for Bonzo, in dem Reagan die männliche Hauptrolle spielte.

### Deutsche Kritiker
Günter Grass machte seine Ablehnung gegen den Besuch eines Bitburger Soldatenfriedhofs durch den damaligen Bundeskanzler Kohl und den amerikanischen Präsidenten Reagan deutlich. Er warf Helmut Kohl „Geschichtsklitterung“ vor und wandte sich gegen das Ausstellen von „Unschuldszeugnissen“. Seiner Meinung nach „[spricht] Unwissenheit nicht frei. Sie ist selbst verschuldet, zumal die besagte Mehrheit wohl wusste, dass es Konzentrationslager gab […]. Kein selbstgefälliger Freispruch hebt dieses Wissen auf. Alle wussten, konnten wissen, hätten wissen müssen.“
Diese Kritik fiel im Jahr 2006 auf Grass zurück, als bekannt wurde, dass auch dieser selbst der Waffen-SS angehört hatte. So schrieb etwa Alfred Grosser: „Statt diejenigen zu unterstützen, die damals vor allem aus Ablehnung Ronald Reagans heraus Kohl vorwarfen, die SS rehabilitieren zu wollen, hätte Grass aufstehen sollen, um zu sagen: ‚Wenn ich getötet worden wäre, wäre mein Grab zwischen diesen hier gewesen.‘“ Grosser wie auch Hellmuth Karasek behaupteten, auf dem Friedhof seien auch andere als deutsche Soldaten begraben.
Als das „Gespenst von Bitburg“ beschreibt der Historiker Heinrich August Winkler die „vermeintliche Normalität“, die Helmut Kohl 1985 mit jenem umstrittenen gemeinsamen Besuch mit US-Präsidenten Ronald Reagan auf dem Soldatenfriedhof von Bitburg demonstrieren wollte, auf dem neben Wehrmachtssoldaten auch Angehörige der Waffen-SS bestattet liegen. Er schrieb über den Besuch in Bitburg:

„Als sich die Kapitulation des Deutschen Reiches zum 40. Mal jährte, löste der studierte Historiker Kohl mit einem symbolischen Akt internationale Proteste aus. Zusammen mit dem amerikanischen Präsidenten Ronald Reagan besuchte er am 5. Mai 1985 den Soldatenfriedhof in Bitburg in der Eifel. Dort befanden sich, was man in Bonn zunächst übersehen hatte, neben Gräbern von Wehrmachtssoldaten auch solche von Angehörigen der Waffen-SS. Daß Kohl trotzdem auf dem Besuch bestand, wirkte wie der Kontrapunkt zur weltweit beachteten und unvergessenen Demutsgeste eines sozialdemokratischen Bundeskanzlers: Willy Brandts Kniefall vor dem Denkmal für die Opfer des Aufstands im Warschauer Ghetto am 7. Dezember 1970. Hätte Reagan nicht nach Bitburg auch dem ehemaligen Konzentrationslager Bergen-Belsen einen Besuch abgestattet, von dem Ereignis in der Eifel wäre der makabere Eindruck ausgegangen, die Bundesrepublik Deutschland und die Vereinigten Staaten von Amerika hätten sich darauf verständigt, den Zweiten Weltkrieg fortan als europäischen Normalkrieg zu betrachten.“

„Bitburg“ wird in der Forschung als Teil der „Geschichtspolitik“ Helmut Kohls beschrieben, so z. B. bei Claus Leggewie:

„Man kann in dieser unbeirrt verfolgten Aktion ein wesentliches Moment der Kohlschen Außenpolitik erkennen: das in der Tradition Konrad Adenauers stehende Bemühen, durch die politische, kulturelle und militärische Westbindung politische Souveränität zurück zu gewinnen und allmählich mit den Verbündeten ‚auf Augenhöhe‘ zu verkehren. Die deutsche Vergangenheit war das wesentliche Hindernis. Sie zu leugnen, war zwecklos und lag auch nicht in der Absicht des christdemokratischen Bundeskanzlers; deshalb musste er symbolisch-ikonische Gesten finden, die mit der fraglosen Anerkennung der NS-Vergangenheit zugleich ihre Entdramatisierung für den aktuellen Politikbetrieb bewirkten und Deutschland nicht mehr in der Demuts- oder Büßerpose (wie Willy Brandts Kniefall in Warschau im Jahr 1970), sondern in Versöhnungssymmetrie den gleichen Rang bestätigte.“

Jürgen Habermas kritisierte in einem ausführlichen Beitrag in der Wochenzeitung Die Zeit vom 17. Mai 1985 eine von ihm so bezeichnete doppelte Absicht der Kohl-Regierung. Im Artikel mit dem Titel „Die Entsorgung der Vergangenheit“ schreibt er: „Der Händedruck von Bitburg hätte also beides verschmelzen sollen – die Abkehr von einer destabilisierenden Vergangenheitsbewältigung und die Bezeugung aktueller Waffenbrüderschaft. Kohl wollte die Rückkehr zu deutschen Kontinuitäten.“

## Zustimmung
Von Teilen der Bevölkerung und der Presse gab es hingegen auch Zustimmung zu dem Besuch. So schrieb die Berner Zeitung Der Bund am 30. April 1985: „Der geplante Besuch hat einen wochenlangen Sturm der Entrüstung ausgelöst, der ans Absurde grenzt.“ Weiter führt er aus: „Die oft unsachliche Kritik der Meinungsmacher […] haben alte Wunden aus der Zeit des Nationalsozialismus und des Krieges neu aufgerissen […] und die Versöhnungsgeste Reagans bis zur Lächerlichkeit entstellt.“
Die Frankfurter Allgemeine Zeitung führte in ihrem Leitartikel am 2. Mai 1985 die Kritik am Bitburg-Besuch auf die Ablehnung Reagans durch die Kritiker zurück: „Der Präsident hat die Wahlen gegen die Medien gewonnen. […] So ist gerade bei denen, die sich durch einen nichtgewünschten Präsidenten besiegt sehen, die Versuchung zum nachhaltigen Besserwissen groß. Dieser Effekt hat die Debatte über Sinn und Unsinn von symbolischen Besuchen so verteufelt, fast zu einer internationalen Katastrophe gemacht.“

## Historischer Hintergrund
Die Kontroverse um den Besuch in Bitburg hat folgende Hintergründe:

### Kalter Krieg
Zum Zeitpunkt der Kontroverse war der Kalte Krieg nach der vorübergehenden Entspannung in den 1970er Jahren wieder verschärft. Der NATO-Doppelbeschluss und als Antwort darauf die Friedensbewegung sowie der Krieg der Sowjetunion in Afghanistan bestimmten die Diskussion. Auch das Thema des Gedenkens an Krieg und Nazi-Diktatur wurden daher an der Wirkung im Kalten Krieg gemessen. Die Propaganda der DDR sah sich als antifaschistisch und stellte die Bundesrepublik Deutschland als postfaschistisch dar. Der Vorwurf, die Bundesrepublik ehre SS-Mitglieder, war daher für diese Propaganda hilfreich.

### Angemessenheit des Gedenkens an Krieg und Nazi-Diktatur
Von zentraler Bedeutung war die Frage, wie ein angemessenes Gedenken an Krieg und Nazi-Diktatur durch Deutschland möglich sei. Große Zustimmung fand die Rede des Bundespräsidenten Richard von Weizsäcker vom 8. Mai 1985. In der Folge wurde 1986/1987 im Historikerstreit diskutiert, inwieweit die NS-Verbrechen einzigartig seien.
Auch hier wurde auf den Bitburg-Besuch verwiesen und argumentiert, Zweck des Besuchs sei gewesen, die Einzigartigkeit der NS-Verbrechen im Gedenken an die gemeinsamen Toten in den Hintergrund treten zu lassen.